# 8-Bit
Pour l'architecture informatique, voir Architecture 8 bits.
8-Bit Inc. (株式会社エイトビット, Kabushiki gaisha Eito Bitto, également stylisé 8bit) est un studio d'animation japonaise situé à Suginami dans la préfecture de Tokyo, au Japon, fondé en septembre 2008.

## Histoire

Ancien logo du studio.

La société est fondée en septembre 2008 par Tsutomu Kasai après avoir quitté Satelight où il y travaillait dans le département 3D de la société et faisait partie de l'équipe de production de Macross Frontier.
Au moment de sa création, la société est principalement un gross uke (ja) pour Satelight, avant que les productions d'animation principale ne commencent en 2011 avec la série télévisée d'animation IS <Infinite Stratos>, adaptant une série de light novel écrite par Izuru Yumizuru et illustrée par Okiura.
En août 2012, la société 8bit rocket Inc. (株式会社エイトビットロケット, Kabushiki gaisha Eito Bitto Roketto) a été créée pour gérer le tournage et les images de synthèse pour les œuvres de 8bit, mais il n'existe aucune relation de fonds propres. Le 20 juillet 2015, cette société est renommée chiptune Inc. (株式会社チップチューン, Kabushiki gaisha Chippuchūn).
Le 8 juin 2020, le studio d'animation a annoncé avoir conclu un partenariat commercial avec la société Bandai Namco Arts, filiale de Bandai Namco, pour se concentrer sur la production d'œuvres vidéo basées sur l'animation et de contenu connexe dont le premier projet est la série télévisée d'animation Tensura nikki.

## Productions

### Séries télévisées
| Année | Titre                                        | Dates de 1re diffusion | Dates de 1re diffusion | Nb. éps.   | Notes                                                                                       |
| Année | Titre                                        | Début                  | Fin                    | Nb. éps.   | Notes                                                                                       |
| ----- | -------------------------------------------- | ---------------------- | ---------------------- | ---------- | ------------------------------------------------------------------------------------------- |
| 2011  | IS <Infinite Stratos>                        | 6 janvier 2011         | 31 mars 2011           | 12         | Basée sur la série de light novel écrite par Izuru Yumizuru et illustrée par Okiura.        |
| 2012  | Aquarion Evol (en)                           | 8 janvier 2012         | 24 juin 2012           | 26         | Suite de Sōsei no Aquarion ; coproduite avec Satelight.                                     |
| 2012  | Busou Shinki                                 | 5 octobre 2012         | 21 décembre 2012       | 12         | Basée sur la franchise de figurines de Konami Digital Entertainment.                        |
| 2013  | Yama no susume (en)                          | 3 janvier 2013         | 21 mars 2013           | 12         | Basée sur la série de manga de Shiro.                                                       |
| 2013  | IS <Infinite Stratos> 2                      | 3 octobre 2013         | 19 décembre 2013       | 12         | Suite de IS <Infinite Stratos>.                                                             |
| 2013  | Walkure Romanze: Shōjo kishi monogatari (en) | 7 octobre 2013         | 23 décembre 2013       | 12         | Basée sur le visual novel pour adultes de Ricotta.                                          |
| 2013  | Tokyo Ravens                                 | 8 octobre 2013         | 25 mars 2014           | 24         | Basée sur la série de light novel écrite par Kōhei Azano et illustrée par Sumihei.          |
| 2014  | Yama no susume 2nd Season (en)               | 9 juillet 2014         | 24 décembre 2014       | 24         | Suite de Yama no susume.                                                                    |
| 2014  | Le Fruit de la Grisaia                       | 5 octobre 2014         | 28 décembre 2014       | 13         | Basée sur le premier jeu de la trilogie de visual novel pour adultes de Front Wing.         |
| 2015  | Absolute Duo                                 | 4 janvier 2015         | 22 mars 2015           | 12         | Basée sur la série de light novel écrite par Takumi Hiiragiboshi et illustrée par Yū Asaba. |
| 2015  | The Eden of Grisaia                          | 19 avril 2015          | 21 juin 2015           | 10         | Basée sur le troisième jeu de la trilogie de visual novel pour adultes de Front Wing.       |
| 2015  | Comet Lucifer (en)                           | 4 octobre 2015         | 20 décembre 2015       | 12         | Projet original.                                                                            |
| 2016  | Shōnen Maid (en)                             | 8 avril 2016           | 1er juillet 2016       | 12         | Basée sur la série de manga d'Ototachibana.                                                 |
| 2016  | Rewrite                                      | 2 juillet 2016         | 25 mars 2017           | 24         | Basée sur le visual novel de Key.                                                           |
| 2017  | Knight's & Magic                             | 2 juillet 2017         | 24 septembre 2017      | 13         | Basée sur la série de light novel écrite par Hisago Amazake-no et illustrée par Kurogin.    |
| 2018  | Miira no kaikata (ja)                        | 12 janvier 2018        | 30 mars 2018           | 12         | Basée sur la série de manga de Kakeru Utsugi.                                               |
| 2018  | Yama no susume 3rd Season (en)               | 3 juillet 2018         | 25 septembre 2018      | 13         | Suite de Yama no susume 2nd Season.                                                         |
| 2018  | Moi, quand je me réincarne en Slime          | 2 octobre 2018         | 26 mars 2019           | 25         | Basée sur la série de light novel écrite par Fuse et illustrée par Mitz Vah.                |
| 2019  | Hoshiai no sora                              | 11 octobre 2019        | 26 décembre 2019       | 12         | Projet original.                                                                            |
| 2020  | Oshi ga Budōkan ittekuretara shinu           | 10 janvier 2020        | 27 mars 2020           | 12         | Basée sur la série de manga d'Auri Hirao.                                                   |
| 2020  | Mahōka kōkō no rettōsei: Raihōsha-hen        | 4 octobre 2020         | 27 décembre 2020       | 13         | Suite de The Irregular at Magic High School.                                                |
| 2021  | Tensei shitara slime datta ken 2             | 12 janvier 2021        | 21 septembre 2021      | 24         | Suite de Tensei shitara slime datta ken ; divisée en deux cours,.                           |
| 2021  | Tensura nikki                                | 6 avril 2021           | 22 juin 2021           | 12         | Basée sur le spin-off de Tensura dessiné par Shiba,.                                        |
| 2022  | Yama no susume Next Summit (en)              | 5 octobre 2022         | À annoncer             | À annoncer | Suite de Yama no susume 3rd Season.                                                         |
| 2022  | Blue Lock                                    | 9 octobre 2022         | 26 mars 2023           | 26         | Basée sur le manga écrit par Kaneshiro Muneyuki,.                                           |
| 2023  | Shy                                          | 3 octobre 2023         | 19 décembre 2023       | 12         | Basée sur le manga de Miki Bukimi,.                                                         |
| 2024  | Shy 2                                        | 2 juillet 2024         | 24 septembre 2024      | 12         | Suite de la saison 1.                                                                       |

### Films d'animation
| Année | Titre                                                                      | Date de sortie   | Notes                                                                                         |
| ----- | -------------------------------------------------------------------------- | ---------------- | --------------------------------------------------------------------------------------------- |
| 2009  | Macross Frontier the Movie: The False Songstress                           | 21 novembre 2009 | Adaptation cinématographique de Macross Frontier ; coproduction avec Satelight et Studio Nue. |
| 2015  | Le Labyrinthe de la Grisaia                                                | 12 avril 2015    | Basée sur le deuxième jeu de la trilogie de visual novel pour adultes de Front Wing.          |
| 2017  | The Irregular at Magic High School The Movie: The Girl Who Calls the Stars | 17 juin 2017     | Adaptation cinématographique de The Irregular at Magic High School.                           |
| 2021  | The Irregular at Magic High School: Reminiscence Arc                       | 31 décembre 2021 | Suite de The Irregular at Magic High School: Visitor Arc.                                     |

### OAV
| Année | Titre                                           | Date(s) de sortie                | Notes                                                                                              |
| ----- | ----------------------------------------------- | -------------------------------- | -------------------------------------------------------------------------------------------------- |
| 2011  | IS <Infinite Stratos>: Koi ni kogareru rokujūsō | 7 décembre 2011                  | Suite de IS <Infinite Stratos>.                                                                    |
| 2013  | IS <Infinite Stratos> 2: Long Vacation Edition  | 30 octobre 2013                  | Une version étendue du premier épisode de la deuxième saison.                                      |
| 2014  | IS <Infinite Stratos> 2: World Purge-hen        | 26 novembre 2014                 | Épisode d'une cinquantaine de minutes adaptant un épisode fanservice du 8e volume des light novel. |
| 2017  | Yama no susume: Omoide no Present (en)          | 28 octobre 2017                  | Épisode spécial de 28 minutes.                                                                     |
| 2019  | Moi, quand je me réincarne en Slime             | 9 juillet 2019 - 4 décembre 2019 | Deux épisodes publiés avec les éditions limitées des 12e et 13e volumes du manga.                  |
| 2020  | Moi, quand je me réincarne en Slime             | 27 mars 2020 - 27 novembre 2020  | Deux épisodes publiés avec les éditions limitées des 14e, 15e et 16e volumes du manga,.            |

### Annotations
1. ↑  Le gross uke (ja) (グロス請け, Gurosu uke?) est une forme de sous-traitance dans les productions d'animation japonaise.

### Sources
1. 1 2 3  (ja) « COMPANY 会社概要 », sur Site officiel (consulté le 5 juillet 2019)
2. ↑  (ja) « アニメの撮影ってどんな仕事？撮影会社に訊くアニメ作りの裏側 », sur megalodon.jp,‎ 14 juillet 2014 (consulté le 5 juillet 2019)
3. ↑  (ja) « Company 会社概要 », sur chiptune.co.jp (consulté le 5 juillet 2019)
4. ↑  (en) Rafael Antonio Pineda, « Bandai Namco Arts, 8-Bit Enter Partnership to Produce Animation Content », sur Anime News Network, 8 juin 2020 (consulté le 10 juin 2020)
5. ↑  (en) Karen Ressler, « Knight's & Magic Light Novel Series Gets TV Anime : Manga adaptation illustrator draws commemorative image », sur Anime News Network, 22 septembre 2016 (consulté le 6 juillet 2019)
6. ↑  (en) Crystalyn Hodgkins, « Kakeru Utsugi's How to keep a mummy Manga Gets TV Anime : Yuyushiki's Kaori directs series at 8-Bit about boy who receives mummy as present », sur Anime News Network, 30 juin 2017 (consulté le 6 juillet 2019)
7. ↑  (en) Crystalyn Hodgkins, « Encouragement of Climb/Yama no Susume Anime Gets 3rd Season in 2018 : Shiro's mountain climbing manga also inspires OVA this fall », sur Anime News Network, 3 juin 2017 (consulté le 6 juillet 2019)
8. ↑  (en) Crystalyn Hodgkins, « That Time I Got Reincarnated as a Slime Anime Reveals More Cast, October 1 Premiere : Rie Tanaka, Atsushi Ono, more join cast of fantasy series », sur Anime News Network, 25 août 2018 (consulté le 6 juillet 2019)
9. ↑  (en) Egan Loo, « Escaflowne's Kazuki Akane Directs 8-Bit's Hoshiai no Sora Tennis TV Anime for 2019 : Natsuki Hanae, Tasuku Hatanaka star as middle-school tennis team on verge of shutting down », sur Anime News Network, 18 août 2018 (consulté le 6 juillet 2019)
10. ↑  (en) Rafael Antonio Pineda, « 8-Bit Animates 'If My Favorite Pop Idol Made it to the Budokan, I Would Die' Anime for 2020 Premiere : Story centers on enthusiastic fan of minor idol », sur Anime News Network, 4 juillet 2019 (consulté le 6 juillet 2019)
11. ↑  (en) Crystalyn Hodgkins, « The Irregular at Magic High School: Visitor Arc TV Anime Announced for 2020 : Risako Yoshida returns from film to direct 2nd season at 8-Bit », sur Anime News Network, 6 octobre 2019 (consulté le 6 octobre 2019)
12. 1 2  (ja) « アニメ「転生したらスライムだった件」第2期および「転スラ日記」放送延期 », sur natalie.mu,‎ 28 mai 2020 (consulté le 28 mai 2020)
13. 1 2  (en) Rafael Antonio Pineda, « 'That Time I Got Reincarnated as a Slime' Season 2 & The Slime Diaries Anime Delayed Due to COVID-19 : Season 2 now slated for January & July 2021, The Slime Diaries for April 2021 », sur Anime News Network, 27 mai 2020 (consulté le 28 mai 2020)
14. ↑  (en) « Encouragement of Climb: Next Summit TV Anime Revealed », sur Anime News Network (consulté le 13 août 2021)
15. ↑  (en) « Blue Lock Soccer Manga Gets TV Anime by 8-Bit in 2022 », sur Anime News Network (consulté le 13 août 2021)
16. ↑  « L'anime Blue Lock annoncé pour le mois d'octobre », sur Anime News Network (consulté le 14 novembre 2022)
17. ↑  « Le manga SHY de Bukimi Miki sera porté en anime par le studio 8-Bit », sur Anime News Network (consulté le 6 octobre 2022)
18. ↑  (en) Alex Mateo, « L'anime Shy sortira cette année », sur Anime News Network, 7 mars 2023
19. ↑  (en) « Shy Anime's Season 2 Unveils Promo Video, Visual, More Cast, Opening Theme, July 1 Premiere », sur Anime News Network, 1er juillet 2024 (consulté le 1er juillet 2024)
20. ↑  (en) Karen Ressler, « The Eden of Grisaia, The Labyrinth of Grisaia Anime's April Premiere Dates Unveiled », sur Anime News Network, 11 mars 2013 (consulté le 6 juillet 2019)
21. ↑  (en) Jennifer Sherman, « Irregular at Magic High School Film Reveals June 17 Opening, New Visual : Anime with returning cast features new character Kokoa », sur Anime News Network, 9 février 2017 (consulté le 6 juillet 2019)
22. ↑  « Le nouvel arc de l'anime The irregular at magic high school dévoile dans une première publicité sa sortie pour cet hiver », sur Anime News Network
23. ↑  (en) Egan Loo, « Infinite Stratos Gets All-New Encore Video on BD/DVD : "Koi ni Kogareru Roku-Jūsō" to ship in November; "One-Off Festival" also gets BD/DVD », sur Anime News Network, 5 juin 2011 (consulté le 6 juillet 2019)
24. ↑  (en) Lynzee Loveridge, « Infinite Stratos 2: Long Vacation Anime's Ad Showcases Summer Story : Summer kimono, fireworks, swimsuits in October 30 original anime Blu-ray/DVD », sur Anime News Network, 14 septembre 2013 (consulté le 6 juillet 2019)
25. ↑  (en) Sarah Nelkin, « Infinite Stratos 2 'World Purge' OVA's 3rd Promotional Video Streamed : Original video anime following the series girls' wildest romantic fantasies ships on November 26 », sur Anime News Network, 16 novembre 2014 (consulté le 6 juillet 2019)
26. 1 2  (en) Crystalyn Hodgkins, « Yama no Susume/Encouragement of Climb OVA Adds 3 More Cast Members : Ayaka Nanase, Ai Yamamoto, Kanon Takao voice Aoi's classmates », sur Anime News Network, 29 septembre 2017 (consulté le 6 juillet 2019)
27. ↑  (en) Rafael Antonio Pineda, « 'That Time I Got Reincarnated as a Slime' Anime Gets 3 More Original Anime DVDs : 1st new OAD ships on March 27 with Fuse's new story about Freedom Academy's combat training », sur Anime News Network, 26 novembre 2019 (consulté le 26 novembre 2019)
28. ↑  (ja) « 「転生したらスライムだった件」伏瀬の書き下ろし新作エピソードOADの上映会開催 », sur natalie.mu,‎ 26 novembre 2019 (consulté le 26 novembre 2019)